# Bharveli
Bharveli es una localidad de la India situada en el distrito de Balaghat, en el estado de Madhya Pradesh. Según el censo de 2011, tiene una población de 10 357 habitantes.